# Dubianaclia
Dubianaclia is een geslacht van vlinders van de familie spinneruilen (Erebidae), uit de onderfamilie Arctiinae.

## Soorten
- D. ampificata (Saalmüller, 1880)
- D. amplificata Saalm., 1879
- D. butleri (Mabille, 1882)
- D. contigua (Saalmüller, 1884)
- D. quinquemacula (Mabille, 1882)
- D. quinquimacula Mabille, 1882
- D. robinsoni Griveaud, 1964